# In Stereo
In Stereo è il primo album dei Bomfunk MC's, pubblicato nel 1999.

## Tracce
1. Uprocking Beats – 3:41
2. Other Emcee's – 3:48
3. B-Boys & Flygirls – 3:15
4. Freestyler – 5:06
5. Rocking, Just To Make Ya Move – 3:45
6. Sky's The Limit – 3:58
7. Stir Up The Bass – 3:36
8. Fashion Styley – 4:40
9. 1, 2, 3, 4 – 4:05
10. Rock, Rocking Tha Spot – 3:15
11. In Stereo – 4:48
12. Uprocking Beats (Js16 Sound Design) – 5:02
13. B-Boys & Flygirls (DJ Gismo Goes Funky Mix) – 4:14
14. Spoken Word – 4:42

## Classifiche
| Paese             | Posizione più alta |
| ----------------- | ------------------ |
| Australia         | 24                 |
| Austria           | 11                 |
| Belgio (Fiandre)  | 11                 |
| Belgio (Vallonia) | 21                 |
| Estonia           | 8                  |
| Finlandia         | 1                  |
| Francia           | 73                 |
| Germania          | 13                 |
| Italia            | 27                 |
| Norvegia          | 2                  |
| Nuova Zelanda     | 13                 |
| Paesi Bassi       | 35                 |
| Polonia           | 20                 |
| Regno Unito       | 33                 |
| Repubblica Ceca   | 18                 |
| Svezia            | 6                  |
| Svizzera          | 12                 |
| Ungheria          | 9                  |